# Esteraze
Esteraze su enzimi koji kataliziraju hidrolizu esterske veze, npr. lipida (lipaze, fosfolipaze), nukleinskih kiselina (nukleaze) i mnogih drugih međuprodukata metabolizma. Neke su esteraze vrlo specifične, npr. kolinesteraza.